# Reediella gracillima
Reediella gracillima là một loài thực vật có mạch trong họ Hymenophyllaceae. Loài này được (Copel.) Pic. Serm. miêu tả khoa học đầu tiên năm 1970.